# Пойнт-Лей (Аляска)
Пойнт-Лей (англ. Point Lay)також Калі (інуїт. Kali) — переписна місцевість (CDP) в США, в окрузі Норт-Слоуп штату Аляска. Населення — 330 осіб (2020).

## Географія
Пойнт-Лей розташований за координатами 69°44′31″ пн. ш. 162°45′30″ зх. д. / 69.74194° пн. ш. 162.75833° зх. д. (69.742065, -162.758207).  За даними Бюро перепису населення США в 2010 році переписна місцевість мала площу 83,63 км², з яких 73,85 км² — суходіл та 9,78 км² — водойми.

### Клімат
| Клімат : Пойнт-Лей                                         | Клімат : Пойнт-Лей | Клімат : Пойнт-Лей | Клімат : Пойнт-Лей | Клімат : Пойнт-Лей | Клімат : Пойнт-Лей | Клімат : Пойнт-Лей | Клімат : Пойнт-Лей | Клімат : Пойнт-Лей | Клімат : Пойнт-Лей | Клімат : Пойнт-Лей | Клімат : Пойнт-Лей | Клімат : Пойнт-Лей | Клімат : Пойнт-Лей |
| Показник                                                   | Січ.               | Лют.               | Бер.               | Квіт.              | Трав.              | Черв.              | Лип.               | Серп.              | Вер.               | Жовт.              | Лист.              | Груд.              | Рік                |
| Середній максимум, °C                                      | −19,8              | −26,3              | −21,9              | −11,3              | −1,3               | 6,8                | 10,9               | 10,4               | 4,4                | −3,7               | −12,2              | −21,1              | −7                 |
| Середній мінімум, °C                                       | −29                | −34,7              | −30,2              | −20,3              | −7,9               | 0,4                | 3,6                | 3,8                | −0,4               | −9,3               | −19,1              | −28,7              | −14,2              |
| Норма опадів, мм                                           | 4                  | 1                  | 3                  | 4                  | 1                  | 8                  | 42                 | 45                 | 18                 | 11                 | 4                  | 3                  | 144                |
| ---------------------------------------------------------- | ------------------ | ------------------ | ------------------ | ------------------ | ------------------ | ------------------ | ------------------ | ------------------ | ------------------ | ------------------ | ------------------ | ------------------ | ------------------ |
| Джерело: http://www.wrcc.dri.edu/cgi-bin/cliMAIN.pl?ak7442 |                    |                    |                    |                    |                    |                    |                    |                    |                    |                    |                    |                    |                    |

## Демографія
Згідно з переписом 2010 року, у переписній місцевості мешкало 189 осіб у 60 домогосподарствах у складі 40 родин. Густота населення становила 2 особи/км².  Було 70 помешкань (1/км²).
Расовий склад населення:
| - 88,4 % — корінних американців - 10,6 % — білих - 0,5 % — вихідців з тихоокеанських островів |

До двох чи більше рас належало 0,5 %. Частка іспаномовних становила 0,5 % від усіх жителів.
За віковим діапазоном населення розподілялося таким чином: 30,7 % — особи молодші 18 років, 65,1 % — особи у віці 18—64 років, 4,2 % — особи у віці 65 років та старші. Медіана віку мешканця становила 25,1 року. На 100 осіб жіночої статі у переписній місцевості припадало 127,7 чоловіків;  на 100 жінок у віці від 18 років та старших — 138,2 чоловіків також старших 18 років.
Середній дохід на одне домашнє господарство  становив 72 343 долари США (медіана — 61 563), а середній дохід на одну сім'ю — 65 498 доларів (медіана — 60 000). За межею бідності перебувало 19,0 % осіб, у тому числі 18,6 % дітей у віці до 18 років та 0,0 % осіб у віці 65 років та старших.
Цивільне працевлаштоване населення становило 92 особи. Основні галузі зайнятості: освіта, охорона здоров'я та соціальна допомога — 29,3 %, транспорт — 21,7 %, публічна адміністрація — 20,7 %.